# Heinrich Gall
Heinrich Gall (* 9. November 1899 in München; † 22. März 1935 in München) war ein deutscher Chemiker und außerordentlicher Professor an der TH München. 

## Leben
Gall war Dipl.-Ing. und wurde 1924 von der TH München zum Dr.-Ing. promoviert. Zum 1. September 1931 schloss er sich der NSDAP an (Mitgliedsnummer 621.397). 1933 wurde er von der Technischen Universität München zum nichtbeamteten außerordentlichen Professor ernannt. Seit März 1934 war Heinrich Gall Landesführer der Bayerischen Dozentenschaft. 1934/35 war er Referent für die Technischen Hochschulen und die naturwissenschaftlichen Fächer in der Hochschulkommission der NSDAP. Im Dezember 1934 wechselte er als Ministerialrat in das Reichsministerium für Wissenschaft, Erziehung und Volksbildung.  Heinrich Gall starb 1935 im Alter von 36 Jahren.